# پیاتیلتکا (داغستان)
پیاتیلتکا (به لاتین: Pyatiletka) یک منطقهٔ مسکونی در روسیه است که در داغستان واقع شده‌است.